# ジザン・ラザク
モハド・ラジザン・ビン・アブドゥル・ラザク（ジャウィ表記：محمد رازيزن عبدالرازق、ローマ字表記：Mohd Razizan bin Abdul Razak、1984年4月15日〈昭和59年〉 - ）、通称ジザン・ラザクは、マレーシアのコメディアン、俳優、司会者、歌手、声優、作詞家、映画監督、そしてプロデューサーとして知られる。

## 私生活
ジザンは1984年4月15日にマレーシア、トレンガヌ州ドゥングン地区生まれ。2人兄弟の末っ子。マレーシア教育証明書（マレー語：Sijil Pelajaran Malaysia）の資格を持つ。

## キャリア

### テレビ
キャリアを始めたのは、アストロの第1シーズンの「ラジャ・ラワック」に参加し、ジョハンと共に準優勝し、有名となった。この番組を通じて彼は「ジザン・ラジャ・ラワック」として知られるようになった。また、彼は「マハラジャ・ラワック」という、ラジャ・ラワックの各シーズンのファイナリストのための第2シリーズにも参加し、ジョハンとペアを組んで「ジョザン」として知られている。二人はこのグループ名を使ってトーク番組の司会も務め、1シーズン続けた後、第2シーズンに戻りました。ジザンは「スーパー・スポンタン・オールスター」を2回優勝した。また、彼はアストロ・ワルナのコメディードラマ「チャパレラ」でシェリー・イブラヒムと共演した。

### 映画
ジザンは2009年の映画『ドゥハイ・シ・パリパリ』でカメオ出演し、映画でのキャリアをスタートさせた。2011年には『KLギャングスター』でファディル役を演じ、2013年にはその前日譚にも同じ役で出演。その後、ファディルを主人公にしたスピンオフシリーズ『アバン・ロング・ファディル』では主演を務めた。2015年には『チチャクマン3』で主人公マン／チチャクマンを演じ、過去2作の主演だったサイフル・アペクに代わって起用された。共演のリサ・スリハニはマンの妻リンダを演じた。
同年、ジザンはアクション・コメディ映画『ポリスEVO』でサニ警部補役を演じ、興行収入1800万リンギットを記録する大ヒットとなった。その後も彼は『アバン・ロング・ファディル2』（2017年）、アニメ映画『ウィーリー』（2018年・声の出演）、そして『ポリスEVO 2』（2018年）などで主要キャストとして活躍し、アクションとコメディの両ジャンルで確固たる地位を築いた。

### 音楽
ジザンは俳優や喜劇俳優だけでなく、音楽の分野にも才能を持つ。2011年、ディナ・ナズィールを迎えた初の独唱曲「セラマッ・ティンガル」を録音し、この曲は「ラジャ・ラワク・アストロ」の脱落場面で挿入歌として使われた。その後、歌手カカ・アズラフとの初の協力作品「バワク・ペルギ」を発表し、これは元トゥー・ファットのマリクによって作られた。この曲は若者の家出を助長するような歌詞を含んでいたため、論争を引き起こし、国会でも取り上げられた。
その後もカカとの協力を続け、「インフィニティ・チンタ」という曲を発表した。この曲はオーディ・モクとオマル・カーによって作曲され、ジザン自身が歌詞を担当した。映像作品は2013年9月25日に公開され、ガズ・アブ・バカルが監督を務めた。この曲は2014年11月21日に行われた「ムズィック・ムズィック」の準決勝に進出した。また、映画「アバン・ロン・ファディル　二」の音楽と主題歌にも参加し、「カキ・リチック」を歌った。2017年、彼はマレーシアの歌手ソナ・ワンと共に最も有名な楽曲「チェンタク」を発表し、2025年5月時点で動画再生は1300万回を超えた。この曲は2017年、「初音ミク・エキスポ」にて、クアラルンプールのアクシアタ・アリーナで初音ミクによっても歌われた。2018年3月16日には「キタ・オーケー」、8月8日にはメルダ・アハマドとの共演による「カウ・タッカン・タフ」を発表した。

## 論争

### 裁判の件
2014年9月30日、ジザンは法的な問題に直面した。彼の個人秘書であるマリナ・ジュキが、Wire Fame Entertainment Sdn Bhd社の2つの口座が長期間凍結されたことに関連して、ジザンに対して民事高等裁判所に訴訟を提起した。マリナは、口座の凍結によって同社が問題を抱えているように見えたため、ジザンを含む同社所属のアーティストたちが契約の更新に関心を持たなくなり、大きな損失を被ったと主張した。この訴訟では、Maybank Islamic Berhad、ジザン、そしてWire Fameの3者が第1〜第3被告として名指しした。
11月5日、マリナはさらに、2011年5月3日にジザン、Wire Fame、そして彼女の間で交わされた契約にジザンが違反したとして、民事セッション裁判所に2件目の訴訟を提起した。この契約により、マリナは4年間ジザンのマネージャーとして任命されることになっており、2015年5月2日まで有効であった。2015年1月、両者は裁判外での和解に失敗した。
ジザンに対する訴訟は、2015年2月10日にクアラルンプール高等裁判所によって却下されたが、その後8月10日に別の訴訟が提起された。

### 宗教的論争
2011年9月、ジザンは映画『ハントゥ・ボンチェン』の中での発言により、イスラム教を侮辱したとして謝罪を求められた。マレーシアPAS青年評議会（マレーシアの右派イスラム神政政党「セ・マレーシア・イスラム党」の支部）は、アッラーに対する明確な侮辱だとして彼を非難した。ジザンが「アシュハドゥアンナ・ムハンマダル…シャイターン（私はムハンマドが…悪魔であると証言する）」と言ったとされているのが問題視された。トレンガヌ州のイスラム指導者であるウスタズ・アズハル・イドルスもまた、ジザンにアッラーへの悔い改め（タウバ）を求めた。ジザンは後に悔い改め、自分の意図ではなかったと述べ、そのようなことを言うつもりはなかったと明言した。